# NGC 2626

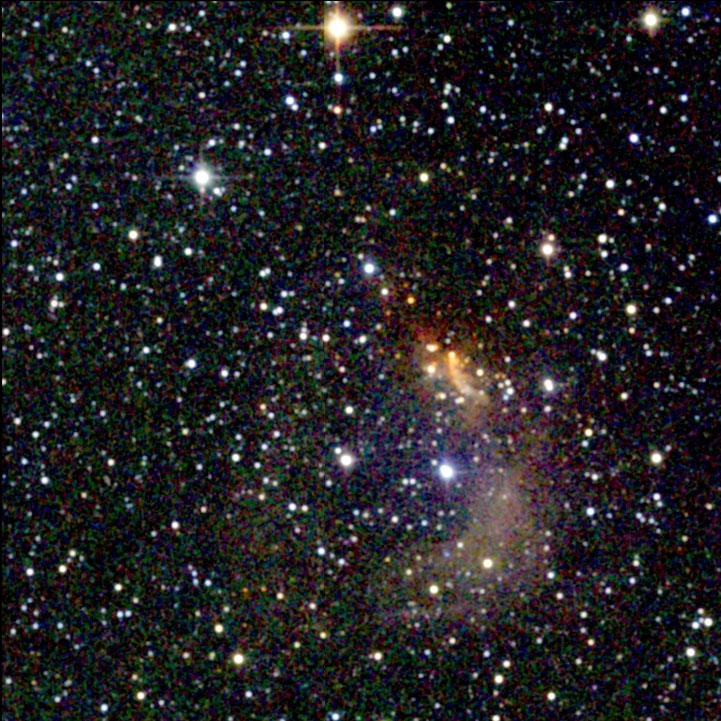
Image de NGC 2626 provenant de l'étude Two-Micron All-Sky Survey (2MASS).

NGC 2626 est une nébuleuse par réflexion située dans la constellation des Voiles. Cette nébuleuse a été découverte par l'astronome britannique John Herschel en 1835.
Cette nébuleuse est à environ 3300 années-lumière de nous. Elle réfléchit de lumière d'une étoile bleu (CD -40°4432) de type spectral B1 et dont la magnitude visuelle est égale à 10. Cette étoile est située dans la nébuleuse même. Le jet brillant sur la photo en infrarouge de l'étude 2MASS au nord de cette étoile  est l'objet Herbig-Haro HH 132 qui provient de la source brillante en infrarouge IRAS 08337-4028. L'étoile brillante à l'est un peu au nord de CD -40°4432 est l'étoile variable pulsante EM Velorum, une possible étoile Herbig Ae de masse intermédiaire. Une étude basée sur l'émission H-Alpha  a permis de découvrir 32 jeunes étoiles à l'intérieur de la nébuleuse. Certaines d'entre elles sont des étoiles variables et possiblement des étoiles de type T Tauri. IRAS 08337-4028 est probablement une étoile en formation, mais l'image de 2MASS révèle aussi quelques autres jeunes étoiles dans le nuage sombre situé au nord de NGC 2626 et aussi ailleurs dans cette nébuleuse par réflexion.